# Perenner

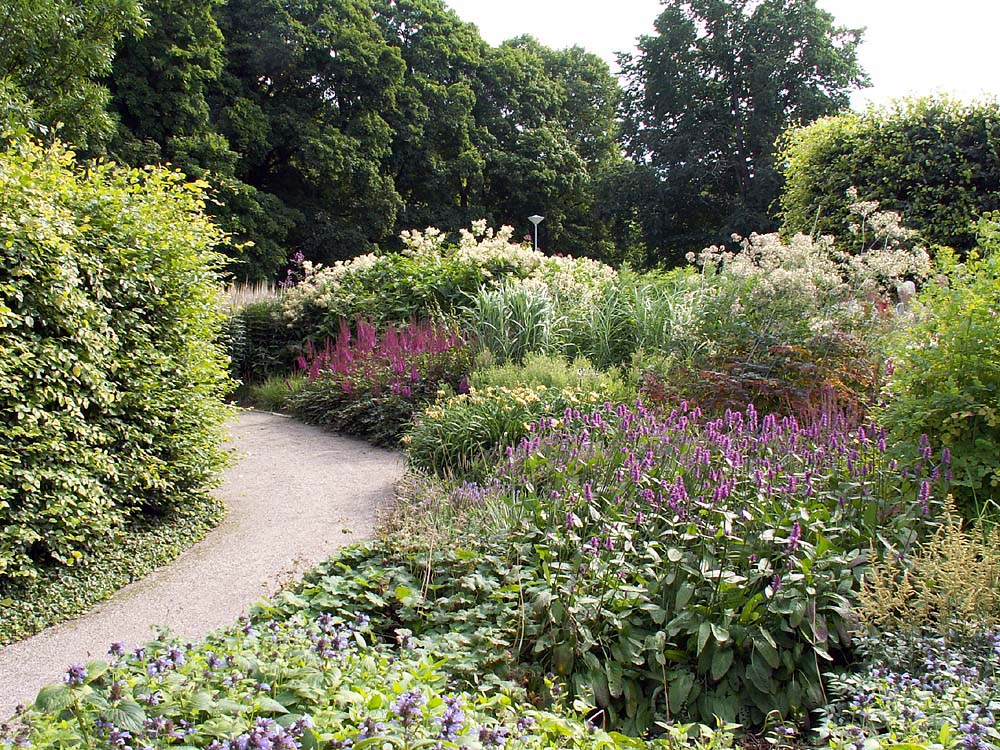
En perennrabatt i Enköping.

Perenner (av latin per, för/genom, och annus, år) är fleråriga örtartade växter som vissnar ner på vintern och börjar växa igen på våren. Det finns även växter från varmare klimat som är perenner men inte vinterhärdiga i nordligare eller kallare klimat, dessa kan övervintras inomhus för att sedan ställas ut till sommaren. Raunkiærs livsformer är ett system av undergrupper som delar in de perenna växterna beroende på livsformer.
Kända perenner är bland annat rölleka, stockros, daggkåpa, gräslök, prästkrage och förgätmigej.

## Plantering
Planteringssäsongen för perenner sträcker sig från april till september. Att tänka på vid plantering är att hålla de rekommenderade avstånden mellan plantorna. Om man planterar för tätt konkurrerar plantorna med varandra och blir aldrig fullt utväxta.
- För låga perenner är ett avstånd på cirka 20 - 30 cm lagom.
- För de mellanhöga växterna är avståndet runt 40 - 50 cm bra.
- För de höga växterna rekommenderas 60 - 70 cm i avstånd.

Avvikelser från dessa mått kan förstås finnas.

## Omplantering
Många, men inte alla, perenner bör delas efter några år. Detta ökar livskraften hos plantan eftersom växten får nya kontaktytor mot jord och gödning, samtidigt som den ofta får mer utrymme att växa på.
Det är ganska lätt att se vilka perenner som bör delas. Går det lätt att ta nya skott från plantan ska den delas med jämna mellanrum.

## Övervintring
De flesta perenner är härdiga ganska långt norrut. För bästa övervintring är det bra om gamla blad och blommor lämnas kvar på hösten. De fungerar då tillsammans med löv och kvistar som ett täcke för plantan under vintern. Till våren kan trädgården städas och snyggas till. Det som lämnats kvar som skydd klipps bort och trädgården är redo för ännu en växtsäsong.